# Daisy Tahan
Daisy Tahan (Março de 2001) é uma atriz norte-americana conhecida por interpretar Fiona Peytom na série de televisão Nurse Jackie.

## Filmografia
- 2007 - Then She Found Me (Ruby)
- 2007 - The Girl In The Park (Maggie)
- 2008 - Synecdoche, New York (Ariel)
- 2008 - Once More With Feeling (Chloe)
- 2009 - Motherhood (Clara)
- 2009 - Love And Other Impossible Pursuits (Emma)
- 2009 - Law & Order: Special Victims Unit (Rosie Rinaldi)
- 2009 - Nursie Jackie (Fiona Peyton)
- 2010 - Lulu At The Ace Hotel (Lulu)
- 2010 - 13 (Jenny)
- 2010 - Little Fockers (Samantha Fockers)